# Zwerfwoord
Een zwerfwoord (Duits: Wanderwort) is een woord dat uit één bepaalde taal afkomstig is en vervolgens in zeer veel andere talen belandt als leenwoord, bijvoorbeeld via de handel. Het betreffende woord krijgt zo allerlei cognaten in diverse talen, waardoor het moeilijk wordt om de juiste oorsprong nog te kennen.
Woorden als komijn, munt, wijn, gember, koffie en thee zijn voorbeelden van zwerfwoorden die al in de bronstijd als gevolg van intercontinentale handel in de meeste Indo-Europese talen waaronder het Nederlands zijn beland. Over de precieze herkomst van al deze woorden is niet iedereen het eens. Wel wordt er onder andere van uitgegaan dat koffie uit het Arabisch en thee uit het klassiek Chinees afkomstig is. Dit laatste woord heeft sterke fonetische aanpassingen in de verschillende lenende talen ondergaan. 
Andere oude zwerfwoorden zijn verspreid  via het schrift. Een voorbeeld is het Proto-Indo-Iraanse *mudra (vgl. Sanskriet mudrā́ ‘zegel, teken’, Pahlavi mwdar, mutrāk, Perzisch mohr ‘zegel’) dat door het Elamitische of de Oxuscultuur aan het Akkadische musarû, mušarû ‘verzegelde akte, oorkonde’ ontleend wordt. Dit woord gaat naar alle waarschijnlijkheid terug op het Soemerische musar, samenstelling van mu ‘naam, roem’ en sar ‘schrijven’.
In de 21e eeuw hebben veruit de meeste zwerfwoorden een Engelse herkomst, zoals Internet en computer (indirect komen beide woorden overigens uit het Latijn). Twee echte zwerfwoorden met een Nederlandse oorsprong zijn (via het Afrikaans) apartheid en het door Jan Baptista van Helmont van het Oudgrieks afgeleide gas.